# Theodoor Gilissen Bankiers
Theodoor Gilissen Bankiers N.V. was een private bank en richt zich op vermogensbeheer, effectenadvisering voor vermogende particulieren en het verlenen van service aan zelfstandig vermogensbeheerders. De bank heeft vestigingen in Amsterdam, Enschede, Groningen, Rotterdam en Eindhoven. In 2016 werd de fusie met Insinger de Beaufort bekendgemaakt en de twee gaan verder onder de naam InsingerGilissen.

## Activiteiten
Theodoor Gilissen Bankiers (TGB) fuseerde op 1 oktober 2017 met Insinger de Beaufort tot InsingerGilissen Bankiers. De bank bood vermogende particulieren (minimaal €500.000), stichtingen en verenigingen, diensten aan op het gebied van beleggen en vermogensplanning. Daarnaast was de bank onder de naam Theodoor Gilissen Services een van de marktleiders in de dienstverlening aan zelfstandige vermogensbeheerders. De bank opereerde als separate juridische entiteit (N.V.) met een eigen, Nederlandse bankvergunning en stond derhalve onder toezicht van de betreffende autoriteiten. TGB adverteerde met de slogan "Serious Money. Taken Seriously".

## Geschiedenis
Theodoor Gilissen Bankiers is opgericht op 1 februari 1881 door Theodorus Antonius Josephus Gilissen (1858-1918). Tot 1962 opereerde de bank als zelfstandige firma, waarna het een N.V. werd. In 1967 werd de bank onderdeel van Bank Mees en Hope, het latere MeesPierson. MeesPierson was op haar beurt eigendom van ABN AMRO. In 1997 werd MeesPierson door ABN AMRO verkocht aan het Nederlands-Belgische concern Fortis, en Theodoor Gilissen was inbegrepen in de transactie. In 2003 werd Theodoor Gilissen doorverkocht aan KBL European Private Bankers (KBL EPB), onderdeel van KBC.
In 2005 werd Effectenbank Stroeve (opgericht in 1818) door Rabobank verkocht aan KBL EPB en onder haar vleugels gefuseerd met Theodoor Gilissen, om samen onder de naam van laatstgenoemde door te gaan. De nieuwe combinatie had toen een beheerd vermogen van ruim €7,5 miljard en was een van de vijf grootste partijen op de Nederlandse markt voor private banking. Het hoofdkantoor van de bank verplaatste in 2006 van de Amsterdamse Nieuwe Doelenstraat naar de Keizersgracht.
In 2011 verkocht KBC voor ruim €1 miljard haar Europese private-banking-tak KBL EPB, inclusief Theodoor Gilissen, aan Precision Capital uit Luxemburg. Deze laatste is een Luxemburgse entiteit die de belangen vertegenwoordigt van een groep private investeerders uit Qatar. KBC was al jaren bezig om KBL EPB af te stoten op last van de Europese Commissie. In 2008 kon KBC alleen overleven dankzij een kapitaalinjectie door de staat van €3,5 miljard. In mei 2010 bood de Indiase bank Hinduja al €1,35 miljard voor KBL EPB, maar de Luxemburgse financiële toezichthouder blokkeerde deze transactie.
In april 2016 sloten KBL EPB en BNP Paribas Wealth Management een overeenkomst voor de overname van Insinger de Beaufort. In mei 2016 werd bekend dat Theodoor Gilissen Bankiers en Insinger de Beaufort zouden gaan fuseren.
Op 1 oktober 2017 werd deze fusie voltooid. De bankcombinatie gaat sinds die datum door het leven als InsingerGilissen Bankiers N.V.